# Кірносова Надія Анатоліївна
Кірно́сова Наді́я Анато́ліївна (нар. 5 листопада 1976, смт Томаківка, Дніпропетровська область) — українська мовознавиця, китаєзнавиця, перекладачка.
Кандидатка філологічних наук, доцентка кафедри мов і літератур Далекого Сходу та Південно‑Східної Азії Київського національного університету імені Тараса Шевченка.
Одна з перших українських перекладачів сучасної китайської літератури.

## Життєпис
У 1993—1999 роках навчалась у Дніпропетровському державному університеті за спеціальністю китайська мова та література. У 1995—1996 роках стажувалася в КНР (у Ляонінському університеті, місто Шеньян). 1999 року вступила до Національного університету «Києво-Могилянська академія» на магістерську програму «Філологія. Теорія, історія літератури та компаративістика». Закінчивши навчання на магістерській програмі в 2001 році, продовжила навчання в аспірантурі Києво-Могилянської академії на програмі «компаративістика». Кандидатська дисертація «Жанрово-тематична парадигма паломницької прози в китайській та європейських літературах XVI–XVIII ст.» (грудень 2005).
У 2010—2014 роках проживала в Китаї, працювала в інформаційній агенції «Сіньхуа».
Працює викладачем китайської мови з 1997 року. 
Перекладає твори художньої літератури з китайської мови українською.

## Публікації
Авторка низки наукових і науково-методичних праць у фахових виданнях. 
Список навчально-методичних праць:
- Практична граматика китайської мови (навчальний посібник). — К: Видавничо-поліграфічний центр «Київський університет», 2007. — 116 с. (Гриф МОН)
- Китайська мова в темах (навчальний посібник). — К: «Спектрдрук», 2007. — 249 с. (Гриф МОН)
- Методичні рекомендації до курсу «Практична фонетика китайської мови». — К: Видавничо-поліграфічний центр «Київський університет», 2008. — 49 с.
- Лінгвокраїнознавство Китаю (навчальний посібник). — К.: «Задруга», 2009. — 160 с. (Гриф МОН)
- Практична фонетика китайської мови. — К.: НАККіМ, 2010. — 96 с.

Інші публікації:
- До проблеми генези китайського роману (на прикладі роману У Чен-еня «Мандрівка на Захід») // Вісник Міжнародного інституту лінгвістики і права. Серія: Літературознавчі студії. К., 2001. С. 28–33.
- Паломницька проза у контексті перегляду традицій // Східний Світ. 2003. № 1. С. 133–141.
- Жанрові і стильові особливості паломницької прози в англійській та китайській літературах (порівняльна характеристика) // Наукові записки Києво-Могилянської академії. Гуманітарні науки. Т. 22. Ч. 1. К., 2003. С. 3–7.
- Йоу-цзі («Мандрівні нотатки»). Пер. з кит. Кірносова Н. А. // Вісник «ORIENTALIS» Київського міжнародного університету. Вип. 1. К., 2004. С. 500–506
- До проблеми художньої адекватності перекладу китайської середньовічної поезії. // Проблеми державного будівництва в Україні. Вип. 10. К., 2005. С. 351–355.
- Засади транскрибування китайської лексики українською мовою // Сходознавство. — Вип. 45-46. — Київ, 2009. — С. 38—57.

У співавторстві:
- Українсько-китайський словник лінгвістичної термінології / Ісаєва Н. С., Кірносова Н. А., Паламарчук О. Л., Стрельчук Г. П., Шевченко М. В. // К.: ВПЦ «Київський університет», 2011.
- Пекін vs Бейдзін, Чжуанцзи vs Джвандзи: проєкт української практичної транскрипції китайської мови : посібник-довідник / Н. Цісар, Н. Кірносова. — К. : Сафран, 2020. — 128 с. — ISBN 978-966-97883-4-4.

## Переклади
Окремі видані переклади Надії Кірносової:
- Ван Аньї. Дядечкова історія [Архівовано 11 лютого 2020 у Wayback Machine.]. (пер. Н. Кірносової) // Всесвіт. — 2009. – № 7–8. – С. 5–55.
- Тьє Нін. Квітки бавовнику [Архівовано 27 січня 2020 у Wayback Machine.]. (пер. Н. Кірносової) // Всесвіт. — Спецвипуск: Альманах китайської літератури, 2010. – С. 178–228.
- Ши Т'єшен. Про життя і смерть [Архівовано 25 лютого 2020 у Wayback Machine.]. (пер. Н. Кірносової) // Всесвіт. — 2010. – № 7–8. – С. 202–207.
- Чжоу Сяофен. Нуль годин на Різдво [Архівовано 31 грудня 2019 у Wayback Machine.]. (пер. Н. Кірносової) // Всесвіт. — 2011. – № 3–4. – С. 182–197.
- Мо Янь. Червоний ґаолян: історія одного роду. // К.: Фоліо, 2015. — 637 с.
- Алай. Коли курява спаде. / пер. з кит. Н. А. Кірносової; післям., прим. О. Д. Огнєвої; художник-оформлювач Я. К. Казаченко. — Харків: Фоліо, 2016. — 443 с.
- Цзян Жун. Вовк‑тотем. / пер. з кит. Н. А. Кірносової; худож.‑оформлювач В. М. Карасик. — Харків: Фоліо, 2016. — 731 с.
- Май Дзя. Дешифрувати / пер. із кит. Н.Кірносова. – Київ: Сафран, 2019